# Ульріх фон Гуттен
Ульріх фон Гуттен (нім. Ulrich von Hutten; 21 квітня 1488, замок Штекельберг — 29 серпня 1523, острів Уфенау) — німецький письменник-гуманіст, один з головних авторів «Листів темних людей». Представник третього періоду німецького гуманізму. Опираючись з одного боку на класичну літературу, а з другого — на теологію, боровся за релігійну свободу Німеччини.

## Біографія
Був старшим сином у бідній лицарській родині. Через слабке здоров'я сина батько Гуттена в 1499 році віддав його в бенедиктинський монастир у Фульді, щоб той став ченцем по досягненні потрібного віку. Але Ульріху не сподобалося в монастирі, тому влітку 1506 він вступив до університету Ерфурта, згодом перейшов до Лейпцизького університету. У Лейпцигу в 1508 році захворів на сифіліс.
У 1509 році в Ростоку Гуттен видав свій перший вірш «Немо» (ніхто, ніщо), у якому висловлено думку, що тільки людина без становища і титулу — Nemo — володіє істинно гуманістичною мораллю. У вірші поет критикує формальну схоластичну науку, що вихваляється своїми титулами та дипломами й з презирством дивиться на молоду гуманістичну науку. На погляд теологів та схоластиків, каже він, кожен із нас не титулованих учених направду ніщо. В тім, що ми пишемо, вони шукають поперед усяку єресь, і коли їм пощастить знайти щось подібне, кричать усі гуртом: «У вогонь книжку!».
Другим його твором була сердита та дотепна сатира «Phalarismus», направлена проти жорстокого герцога Ульріха Вюртемберзького, котрий по-злодійськи скарав його стрийного брата Ганса Гуттена. Потім іде ряд памфлетів, направлених проти Риму. Найвизначніший із них, це діалог «Вадиск або Римська трійця». Власне це не памфлет, — а цілий маніфест проти Риму, з яким можна поставити поруч хіба одночасно виданий голосний лист Лютера до шляхти німецького народу. Зміст діалогу — розмова Ерігольда зі своїм приятелем Вадиском, який щойно повернув з Рима і в приятельській бесіді сповіщав його про наслідки своїх спостережень над римським життям. За словами Вадиска три речі особливо цінять у Римі: папську владу, реліквії та індульгенції. Три речі виносять із собою всі ті, хто побував у Римі: притуплене сумління, зіпсований шлунок і пустий гаман. Про три речі не люблять слухати в Римі: про реформу попівства, вселенський собор і про те, що Німці починають прозрівати. Три речі заважають німцеві прозріти: тупоумство володарів, підупад науки та людські забобони. Перераховування римських пороків обіймає собою декілька сторінок. Вислухавши оповідання Вадиска, Ерігольд з обуренням виголосив: «Тепер я певно бачу, що Рим — джерело всякої зарази, океан усіх пороків, клоака всякої нечистоти й що до знищення цієї зарази мусять бути вжиті всі зусилля всіх чесних людей Німеччини».

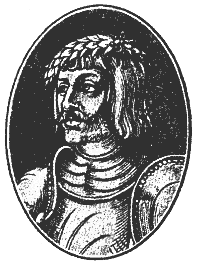
Ульріх фон Гуттен

У 1511 році в Віттенберзі Гуттен опублікував працю про віршування «De Arte Versificandi», що стала відомою як у Німеччині, так і за кордоном. Після цього відвідав Відень, Венецію, Павію і Болонью, а в Італії навчався юриспруденції. У 1514 році Гуттен отримав запрошення до двору майнцького архієпископа Альбрехта. У Майнці Гуттен познайомився з Еразмом Ротердамським. Тут він написав другу частину «Листів темних людей» з критикою супротивників Йоганна Рейхліна. Найкращими творами Ульріха фон Гуттена, крім «Листів темних людей», є сповнені викривального пафосу сатиричні «Діалоги» (1520 р.) і «Нові діалоги» (1521 р.), написані за зразком Лукіана.
1520 року видана папська булла, що відлучала Лютера від церкви та присуджувала на спалення всі його твори. Гуттен водночас видав буллу зі своїми заувагами. Ось його заувага до того місця, де папа каже про необхідність віддати на спалення твори Лютера: «Твоє бажання, папо, вже виконане! Вони горять, вони вибухають полум'ям у серцях усіх чесних людей. Попробуй тепер погасити це полум'я». Слідом за цим Гуттен видав діалог, присвячений тому ж таки питанню, під заголовком «Булла і її вбивця». Тут булла зображена жінкою, яка б'ється з другою жінкою, що алегорично зображає свободу: остання бере
верх, булла тріскає, при чому з неї вилітає безліч пороків, які отруюють повітря своїми міазмами. Цей памфлет так роздратував папу, що він розіслав до всіх володарів Німеччини обіжник із проханням схопити Гуттена, закувати в кайдани й прислати до Риму. Гуттен відповів на це покликом до німецького народу, в якім переконував усіх німців об'єднатися і дружно повстати проти Риму. «Прокиньтеся нарешті, благородні німці! Нема чого гаятись. За нас сам Бог. Вони вжили на зло слово боже. Вони завжди брехали нам. Знищимо ж брехню і поставимо високо на її місце світло правди. З нами Бог! Хто захоче в подібних обставинах залишитися дома? Я бодай зважився. Це — мій девіз!» Так, у 1522 році Гуттен став провідником Лицарської війни.
Не відчуваючи себе в безпеці у Німеччині, Гуттен переїхав до сусідньої Швейцарії й оселився спочатку в Базелі, потім у Цюриху, де знайшов притулок у реформатора Цвінглі. Помер у віці 35 років на Цюрихському озері від ускладнень сифілісу.

## Джерело
- Микола Стороженко. Нарис історії Західно-Европейської лїтератури до кінця XVIII віку. — Л. : Українсько-руська видавнича спілка, 1905. — 381 с.